# Provincie ve Finsku

Finské provincie

Finsko je rozděleno do 19 provincií (finsky maakunta, švédsky landskap). Provincie mají vlastní rady, které slouží jako fóra pro spolupráci mezi obcemi provincie. Avšak jedinou provincií, ve které se konají všelidové volby do rady, je Kainuu.

## Přehled provincií
| Provincie         | Název provincie ve finštině | Název provincie ve švédštině | Správní sídlo | Rozloha [km²] | Obyvatelstvo (01/2021) |
| ----------------- | --------------------------- | ---------------------------- | ------------- | ------------- | ---------------------- |
| Laponsko          | Lappi                       | Lappland                     | Rovaniemi     | 98 983,66     | 176 711                |
| Severní Pohjanmaa | Pohjois-Pohjanmaa           | Norra Österbotten            | Oulu          | 39 192,65     | 414 012                |
| Kainuu            | Kainuu                      | Kajanaland                   | Kajaani       | 22 687,86     | 71 683                 |
| Severní Karélie   | Pohjois-Karjala             | Norra Karelen                | Joensuu       | 22 903,22     | 163 570                |
| Severní Savo      | Pohjois-Savo                | Norra Savolax                | Kuopio        | 21 077,95     | 248 226                |
| Jižní Savo        | Etelä-Savo                  | Södra Savolax                | Mikkeli       | 17 099,02     | 132 695                |
| Jižní Pohjanmaa   | Etelä-Pohjanmaa             | Södra Österbotten            | Seinäjoki     | 13 998,72     | 192 156                |
| Pohjanmaa         | Pohjanmaa                   | Österbotten                  | Vaasa         | 7 935,79      | 175 821                |
| Pirkanmaa         | Pirkanmaa                   | Birkaland                    | Tampere       | 15 549,56     | 523 598                |
| Satakunta         | Satakunta                   | Satakunda                    | Pori          | 8 269,35      | 215 351                |
| Střední Pohjanmaa | Keski-Pohjanmaa             | Mellersta Österbotten        | Kokkola       | 5 219,58      | 67 976                 |
| Střední Finsko    | Keski-Suomi                 | Mellersta Finland            | Jyväskylä     | 19 011,98     | 272 548                |
| Vlastní Finsko    | Varsinais-Suomi             | Egentliga Finland            | Turku         | 10 912,22     | 481 673                |
| Jižní Karélie     | Etelä-Karjala               | Södra Karelen                | Lappeenranta  | 6 872,13      | 126 896                |
| Päijät-Häme       | Päijät-Häme                 | Päijänne Tavastland          | Lahti         | 6 941,71      | 205 862                |
| Kanta-Häme        | Kanta-Häme                  | Egentliga Tavastland         | Hämeenlinna   | 5 707,63      | 170 677                |
| Uusimaa           | Uusimaa                     | Nyland                       | Helsinky      | 9 568,85      | 1 704 607              |
| Kymenlaakso       | Kymenlaakso                 | Kymmenedalen                 | Kotka         | 4 947,65      | 162 840                |
| Alandy            | Ahvenanmaa                  | Åland                        | Mariehamn     | 1 582,93      | 30 144                 |
| FINSKO            | Suomi                       | Finland                      | Helsinky      | 338 462,46    | 5 537 046              |